# ريك أدير
ريك أدير (بالإنجليزية: Rick Adair)‏ هو لاعب كرة قاعدة أمريكي، ولد في 19 يناير 1958 في سبارتانبرغ في الولايات المتحدة.

## وصلات خارجية
- ريك أدير على موقعبيزبول رفرنس.كوم (الدوري الثانوي) (الإنجليزية)